# Dominique Dawes
Pour les articles homonymes, voir Dawes.
Dominique Dawes née le 20 novembre 1976  à Silver Spring, dans le Maryland, est une gymnaste américaine. Elle a fait partie de l'équipe nationale des États-Unis pour laquelle elle a participé trois fois aux Jeux olympiques, remportant trois médailles dont une en or par équipes.

## Palmarès

### Jeux olympiques
- Barcelone 1992
  -  Médaille de bronze au concours par équipes
- Atlanta 1996
  -  Médaille d'or au concours par équipes
  -  Médaille de bronze au sol
- Sydney 2000
  - Participation dans le concours par équipes

### Championnats du monde
- Birmingham 1993
  -  Médaille d'argent aux barres asymétriques
  -  Médaille d'argent à la poutre

Durant le concours général de ces championnats, elle est en tête après 3 agrès mais une chute en réception du saut de cheval ne lui permet pas d'être sur le podium.
- Dortmund 1994
  -  médaille d'argent par équipes
- Puerto Rico 1996
  -  Médaille de bronze à la poutre

### Autres
- American Cup 1994 :
  -  1re au concours général